# Anthony Gross

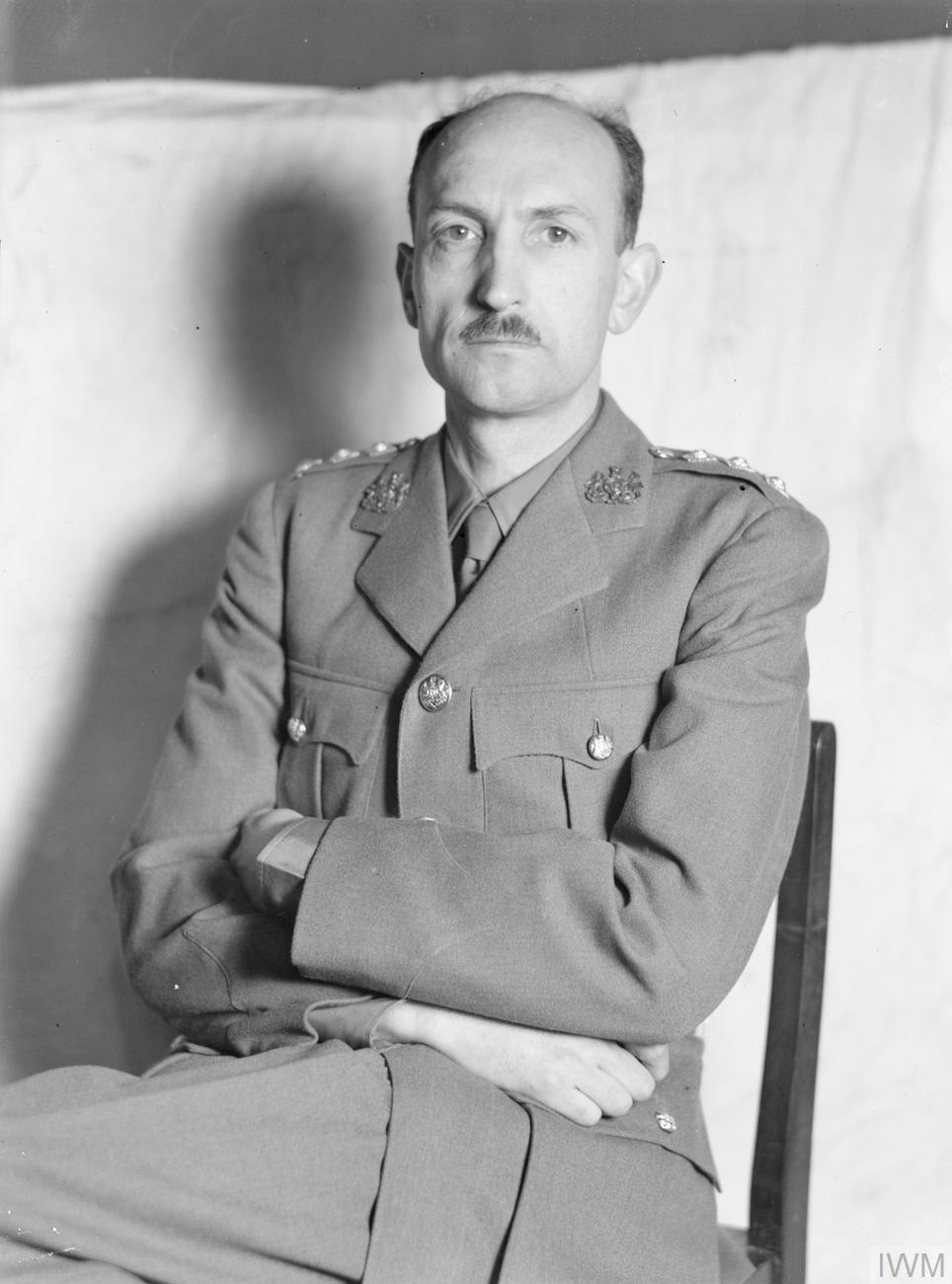
Anthony Gross

Anthony Imre Alexander Gross CBE, RA (* um 19. März 1905; † 8. September 1984) war ein britischer Grafiker, Kunstmaler, offizieller Kriegsmaler und Filmregisseur ungarisch-jüdischer, italienischer und anglo-irischer Abstammung.

## Frühes Leben und Werk

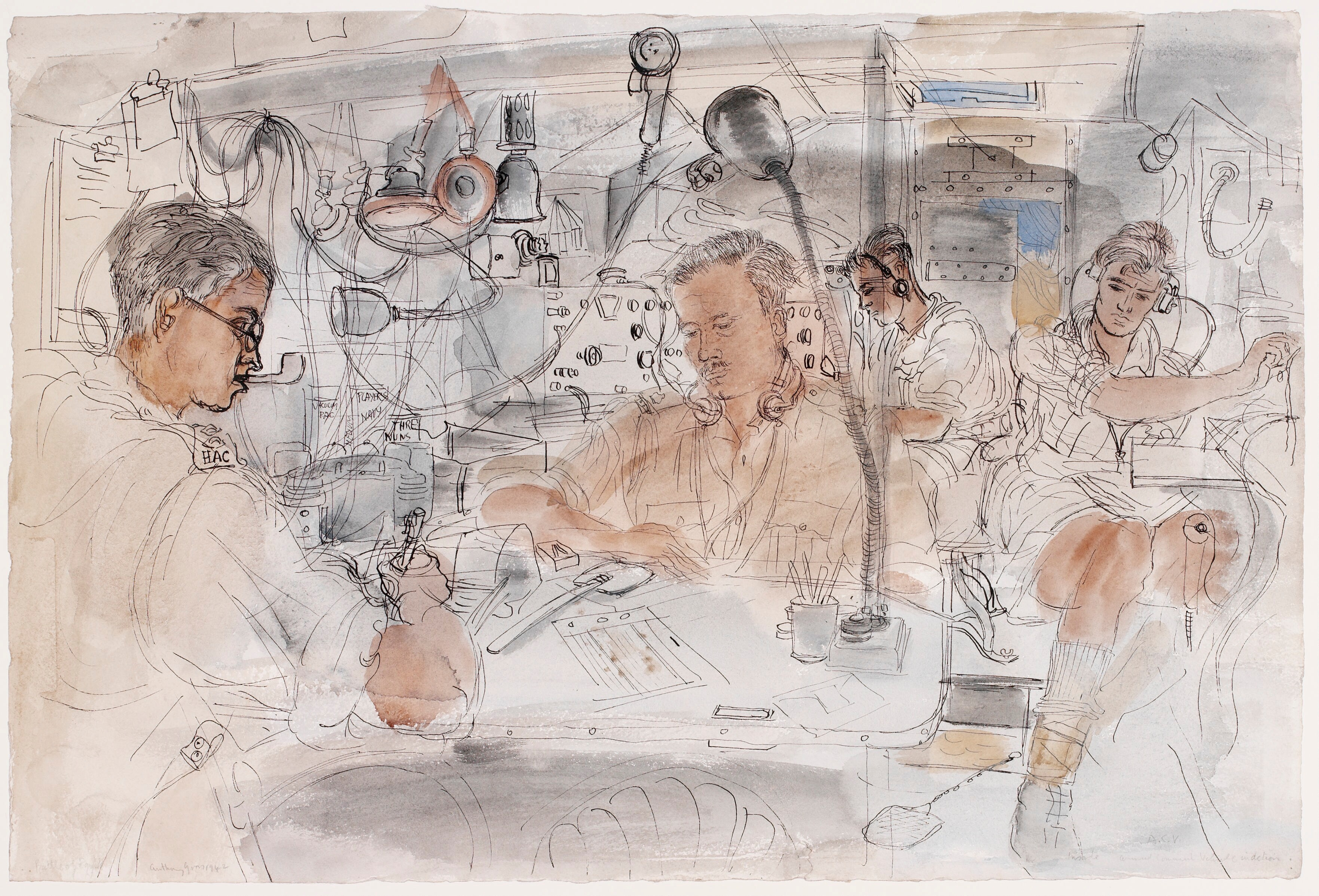
Die Schlacht um Ägypten, 1942 – In einem gepanzerten Kommandofahrzeug in Aktion (1942)

Anthony Gross wurde 1905 in Dulwich, London, geboren. Seine Eltern waren der ungarische Kartograph und Gründer von Geographia Ltd, Alexander Gross (1880–1958),  und die Suffragette Isabelle Crowley (1886–1938). Seine Schwester war die Künstlerin, Schriftstellerin und Verlegerin Phyllis Pearsall. Er besuchte die Shrewsbury House School und später die Repton School bis 1922 und studierte ab dem folgenden Jahr an der Slade School of Fine Art unter Henry Tonks. Später folgten Studien an der Central School of Art and Crafts, London, der École des Beaux-Arts, Paris, und der Academia de San Fernando, Madrid. 1925 studierte er in Lebenskunden und als Graveur an der Académie Julian und der Académie de la Grande Chaumière, Paris.
Nach dem Studium malte und produzierte Gross in Spanien Tiefdruckverfahren-Grafiken, malte in Brüssel und kehrte 1928 nach Paris und in andere Teile Frankreichs zurück, wo er ausschließlich nach dem Leben arbeitete. Während seines Aufenthalts in Frankreich entwickelte er eine Arbeitsbeziehung zu Josef Hecht und Stanley William Hayter. In den frühen 1930er Jahren stellte er in Pariser Galerien aus, wurde Mitglied der La Jeune Gravure Contemporaine, entwarf Kostüme und Kulissen für das Ballett und arbeitete mit dem Komponisten Tibor Harsányi zusammen. Gemeinsam mit Courtland Hector Hoppin, einem amerikanischen Künstler, Fotografen und Animationsfilmemacher, führte er 1934 bei dem Kurzfilm La Joie de vivre Regie.
Nach seiner Rückkehr nach Großbritannien im Jahr 1934 arbeitete Gross an Animationsfilmen, illustrierte 1929 eine Ausgabe von Jean Cocteaus Les Enfants Terribles (Kinder der Nacht), und wurde Künstlerischer Leiter bei London Films. Im Jahr 1937 kehrte er nach Paris zurück, um dort zu arbeiten. Gross hatte 1930 die Villeneuve-Modekünstlerin Marcelle Marguerite Florenty geheiratet; ihre Kinder waren Mary (geb. 1935) und Jean-Pierre (geb. 1937). 1940 holte er seine Familie aus Frankreich nach England, um in Flamstead, Hertfordshire zu leben.

## Zweiter Weltkrieg

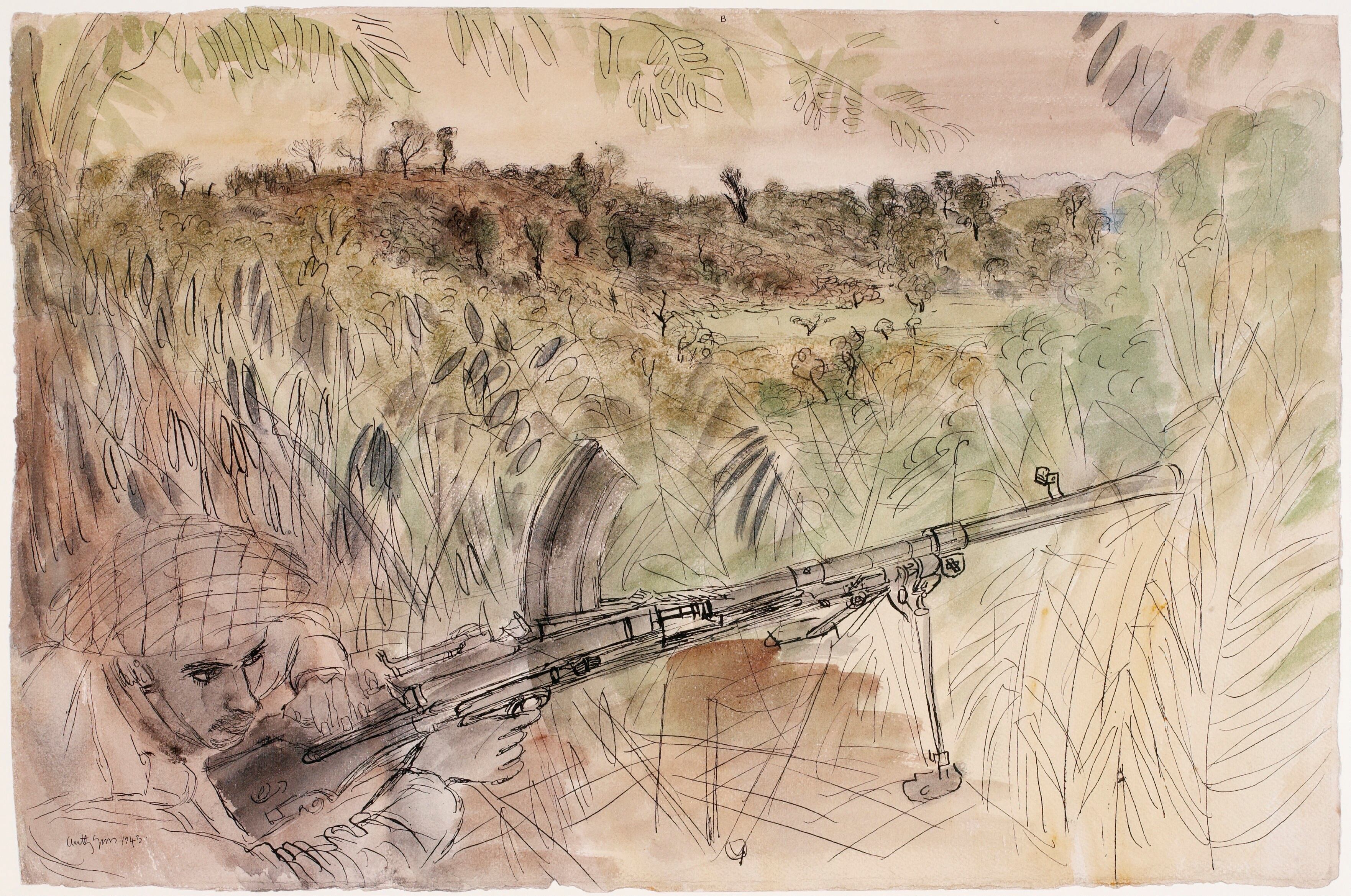
Schlacht von Arakan, 1943 – mit Blick auf japanische Stellungen bei Rathedaung (1943)

Dank der Fürsprache von Eric Kennington beim War Artists’ Advisory Committee wurde Gross die Rolle eines offiziellen Kriegskünstlers angeboten, die er auch annahm. Er fertigte Radierungen sowie Öl- und Aquarellbilder von englischen Küstenschutzanlagen und Truppenübungen an. Im Jahr 1941 wurde Gross in den temporären Rang eines Captain befördert und der 9. Armee zugeteilt und malte auf den Kriegsschauplätzen in Ägypten, Syrien, Palästina, Kurdistan, im Libanon und im Zweistromland, wobei er manchmal von anderen Künstlern wie Edward Ardizzone und Edward Bawden begleitet wurde, und dokumentierte später den Nordafrikafeldzug der 8. Armee. Ab 1943 ging er nach Indien und Burma, um die Kämpfe an der Front gegen die Japaner mitzuerleben; diese Arbeiten waren Gegenstand einer Einzelausstellung in der National Gallery, als er nach England zurückkehrte. Später, 1944 und 1945, tourte eine Ausstellung mit 51 dieser Zeichnungen unter dem Titel India in Action durch Australien, Neuseeland und die Vereinigten Staaten.
Gross begleitete die D-Day-Invasion in Nordfrankreich und watete am D-Day um 14 Uhr bei Arromanches an Land. Er skizzierte die Landungen und verbrachte die Nacht in einem geschlitzten Graben am Strand, bevor er am nächsten Tag ins Landesinnere weiterzog. Gross hielt die Zerstörung von Bayeux und Caen fest und folgte den alliierten Armeen nach Paris und dann nach Deutschland. Er wurde Zeuge des Zusammentreffens amerikanischer und russischer Truppen an der Elbe am Elbtag, 25. April 1945. Gross war zu dieser Zeit einer der vielen Kriegskünstler, die ein Porträt von General Montgomery malten. Nach Kriegsende schied er am 1. Januar 1946 aus dem Armeedienst aus.

## Nach dem Krieg

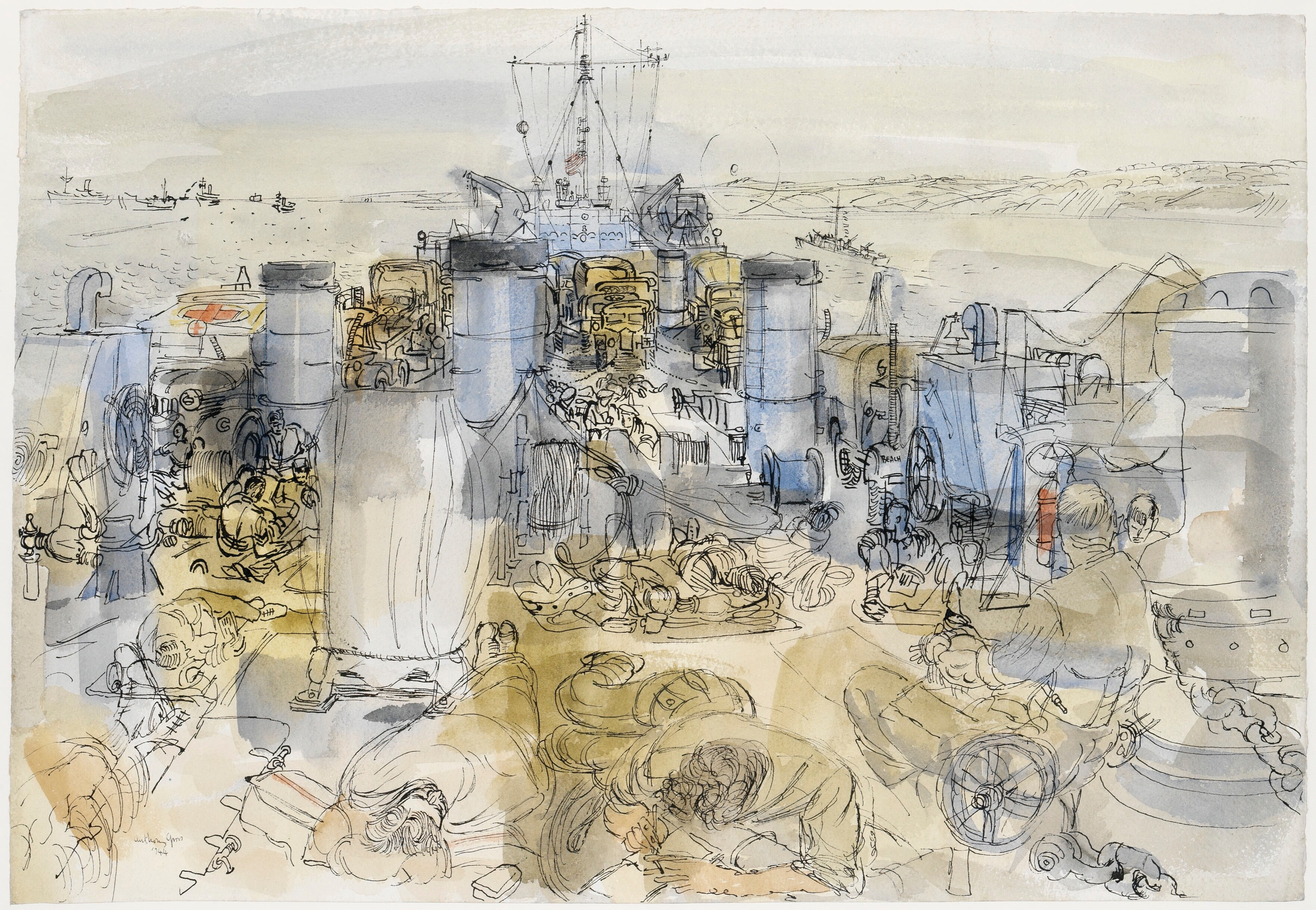
Britische Truppen und Fahrzeuge auf dem Deck eines US Landing Ship Tank (1944)

Nach dem Krieg arbeitete Gross wieder in London, in Chelsea, Greenwich und Blackheath, während er Mitte der 1950er Jahre teilweise in Le Boulvé arbeitete. Er fertigte Lithografien für J. Lyons and Co. an und illustrierte Ausgaben von Wuthering Heights (Emily Brontë) und Die Forsyte-Saga (John Galsworthy). 1954 entwarf er den Schutzumschlag für die Erstausgabe von Herr der Fliegen (William Golding). Von 1948 bis 1954 war er Dozent für Aktzeichnen an der Central School of Arts and Crafts und wurde danach Leiter der Druckabteilung an der Slade School of Fine Art.
Von 1948 bis 1971 wurden Gross' Arbeiten in London und New York in Einzelausstellungen und als Teil der The London Group ausgestellt. Im Jahr 1965 wurde er der erste Präsident des Printmakers Council. 1979 wurde er Ehrenmitglied der Royal Society of Painter-Etchers and Engravers und im selben Jahr zum Associate der Royal Academy gewählt. 1981 wurde er zum Senior Academician ernannt und wurde 1982 als Commander des Order of the British Empire (CBE) ausgezeichnet. In den Jahren 1965–66 war Gross Gastprofessor an der Minneapolis School of Art.

## Öffentliche Sammlungen
Zu den Werken von Gross in öffentlichen Sammlungen gehören die British Museum, Victoria and Albert Museum, Huddersfield Art Gallery, Imperial War Museum and the Tate Gallery, London; die Ashmolean Museum, Oxford;
die National Gallery of Victoria, Melbourne;
die Albertina, Vienna;
die Auckland Art Gallery, New Zealand;
die Südafrikanische Nationalgalerie, Cape Town;
die Kunstmuseum, Basel;
die Nasjonalgalleriet (Nationale Galerie von Norwegen), Oslo;
die Kungliga Akademien för de fria konsterna, Stockholm;
die National Gallery of Canada, Ottawa;
die Musée national des beaux-arts, Québec;
die Cabinetto Nazionale delle Stampe, Rome;
die Rijksmuseum, Amsterdam;
die Louvre and the Cabinet des Estampes, Bibliothèque Nationale, Paris;
die Metropolitan Museum of Art und die Museum of Modern Art, New York; die Museum of Fine Arts, Boston; die Smithsonian Institution und die National Gallery of Art, Washington DC, USA.